# Waldteich
Waldteich ist ein Ortsteil von Oberhausen und des Stadtbezirks Sterkrade, der Ende 2012 ca. 500 Einwohner zählte und eine Fläche von 101 ha aufweist. Waldteich liegt fast ausnahmslos auf dem Gebiet der ehemaligen Zeche Hugo Haniel und wird heute statistisch zum Sozialraumbezirk Holten/Barmingholten gezählt. 1917 wurde Waldteich zusammen mit Schmachtendorf, Walsumermark und Teilen Barmingholtens von Hiesfeld nach Sterkrade eingemeindet. Der Ortsteil weist eine fast quadratische Form auf. Er wird im Nordosten durch die Bahnlinie Oberhausen-Arnheim (Schmachtendorf), im Südosten durch die Autobahn A3 (Weierheide), im Südwesten durch die Weißensteinstraße, welche Waldteich vom Werksgelände der Oxea GmbH des Werkes Ruhrchemie trennt, und der Holz- und Bahnstraße (Holten) im Nordwesten begrenzt.

## Infrastruktur
Waldteich besteht zum größten Teil aus einem Gewerbegebiet. Die ThyssenKrupp Materials GmbH plante in diesem Gebiet ein Logistikzentrum. Dagegen wendeten sich zahlreiche Bürger und Anlieger. Wegen der weltweiten Wirtschaftskrise wurde das Projekt zunächst aufgeschoben, im August 2016 dann endgültig aufgegeben. Lediglich an den Rändern (Bahnstraße und Weseler Straße) gibt es einige Wohnhäuser. Durch die Nähe zur Autobahnausfahrt Oberhausen-Holten der A3 ist der Stadtteil gut an das Verkehrsnetz angebunden. Mit den Buslinien SB90, 918, 954, 955, 957 und 960 des Verkehrsverbundes Rhein-Ruhr ist Waldteich in das Nahverkehrsnetz eingebunden. Darüber hinaus besteht eine Machbarkeitsstudie, das Gewerbegebiet direkt an das Autobahnnetz anzubinden. Da der Bahnhof OB-Holten an die nördlichste Spitze des Waldteichs grenzt, hat der Ortsteil Anschluss an die Regional-Express Linien RE5, RE19 und RE49.